# Florynka
Florynka je polská ves v Malopolském vojvodství. K roku 2006 měla 1445 obyvatel.

## Historie
Obec byla založená v roce 1547 a v letech 1918-1920 byla hlavním městem Lemko-rusínské republiky

## Památky
V obci se nachází vojenský hřbitov a římskokatolický kostel.